# Galileo Bildungshaus Stuttgart
Das Galileo Bildungshaus ist eine private, gemeinnützige Bildungseinrichtung in Stuttgart-Mitte. Die Schule ist benannt nach dem italienischen Universalgelehrten Galileo Galilei.

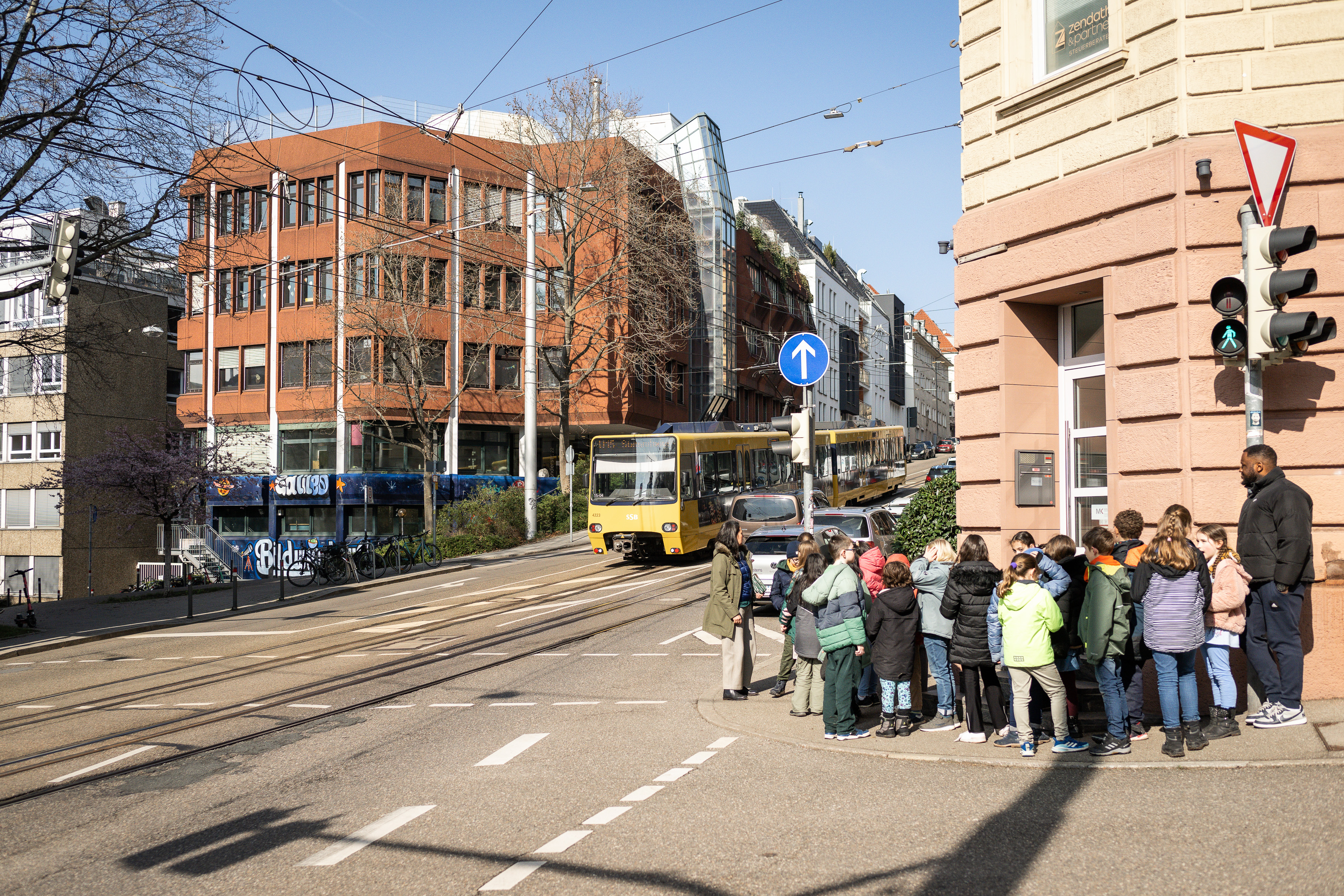
Gebäude des Galileo Bildungshauses

## Geschichte
Das Bildungshaus wurde 2012 gegründet. Träger ist die Galileo Bildungshaus gGmbH, ein Unternehmen der Klett Gruppe. Im Jahr 2015 wurde die Schule staatlich anerkannt.

## Standort und Räumlichkeiten
Das Galileo Bildungshaus befindet sich in Stuttgart-Mitte in einem ehemaligen Bürogebäude. Die Räumlichkeiten der Schule beinhalten unter anderem eine Zukunftswerkstatt mit Möglichkeiten für Coding, Holzarbeiten und Gärtnern, ein Medialab, ein Bewegungsraum und eine Kinderküche. Der Pausenhof befindet sich auf dem Dach.

## Konzept und Besonderheiten
Das Galileo Bildungshaus bietet Bildung, Betreuung und Erziehung vom ersten bis zum zehnten Lebensjahr in Grundschule, Hort und Kindertagesstätte.
Die zweizügige Grundschule, mit rund 180 Schülern, ist staatlich anerkannt und arbeitet nach dem forschend-entwickelnden Ansatz. Sie bietet ein rhythmisiertes, ganztägiges Angebot mit fächerübergreifenden Zusatzangeboten sowie Ferienbetreuung. Im Haus befindet sich die integrierte Kindertagesstätte, die mit der Grundschule konzeptionell und personell vernetzt ist.
Ab der ersten Klasse findet muttersprachlicher Englischunterricht statt sowie Forscherkurse, die die Schüler nach ihren eigenen Interessen wählen können.

## Digitalisierung und individuelle Förderung
Das Galileo Bildungshaus stieß im Mai 2022 auf öffentliches Interesse, da dessen Grundschule eine der ersten Grundschulen war, die einen Avatar für ein leukämiekrankes Kind im Klassenzimmer einsetzte. Das betroffene Kind konnte über einen Schulroboter, den es aus dem Krankenhaus oder von zu Hause steuerte, am Unterricht und während der Pausen teilnehmen und weiter eine Beziehung zur Lerngruppe aus der Distanz aufrechterhalten.

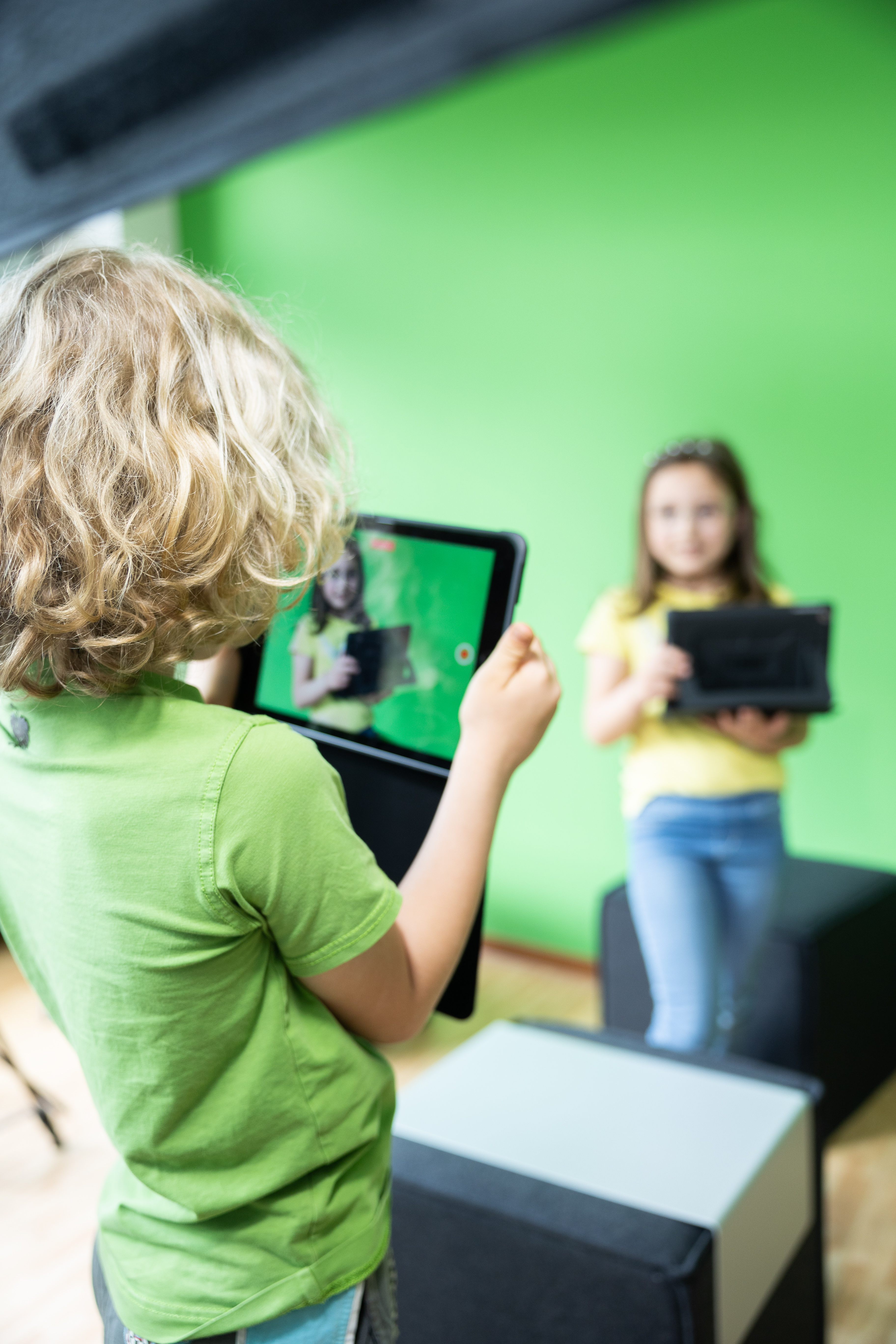

Außerdem setzt die Grundschule auch KI-gestützte Diagnostik- und Lern-Apps ein, um die Basiskompetenzen bei jedem Kind individuell zu fördern.

## Bildung für nachhaltige Entwicklung
Die Galileo Grundschule ist BNE (Bildung für nachhaltige Entwicklung) Netzwerkschule Baden-Württembergs und hat im Jahr 2021 den Nachhaltigkeitslehrerpreis der Stiftung Kinderland der BW-Stiftung gewonnen.  Zudem engagiert sich die Schule beim Programm „Gärtnern macht Schule“ und hat die Plakette zur Schulgarteninitiative 2023 des Landes Baden – Württemberg erhalten.

## Philosophierende Grundschule und Ethik
In einem zweijährigen Schulentwicklungsprozess hat die Galileo Grundschule sich als philosophierende Grundschule zertifiziert und baut dieses Prinzip im durchgängigen Ethikunterricht für alle ab Klasse 1 ein.

## Referenzen und Auszeichnungen
- Smart School Bitkom[12]
- Digitale Schule der Initiative „MINT Zukunft schaffen“[13]
- MINT-freundliche Schule der Initiative „MINT Zukunft schaffen“
- Schools for Earth – Greenpeace[14]
- Philosophierende Grundschule – Akademie für philosophische Bildung[15]
- Preisträger Lehrerpreis BNE Stiftung Kinderland Baden-Württemberg 2021[16]